# ドミニク・ジラール
ドミニク・ジラール（Dominique Girard、1680年-1738年）は、フランスの造園家、建設エンジニア。バロック様式宮殿の庭園制作に尽力、その代表作には、ニンフェンブルクとシュライスハイム、ミュンヘンの近くに、ウィーン・ベルヴェデーレ宮殿庭園との庭城アウグストゥスブリュールがある。

## 代表作
- ウィーンベルヴェデーレ宮殿バロック庭園　- ベルベデーレは二つの宮殿と、庭園からなっていて、1725年には大半が完成していた。この美しいバロック庭園は様々な噴水や神秘的な彫刻の数々、ほかオランジェリー、豪華な厩舎などと地面の縁取り装飾と多くの花壇で上宮と下宮を結び美しい枠組みを構成。 2つの宮殿の間に広大な庭園が広がっている。噴水や芝生、池、花壇などがつくりだすシンメトリックな庭園構成で設計した。今日のベルベデーレ全体は、オーストリア美術館として使われている。
- ニンフェンブルク宮殿 - 20ヘクタールの庭園は当初はイタリア式庭園だったが、拡張の際にフランス式庭園に作り変えている。19世紀初頭にフリードリッヒ・ルードヴィッヒ・フォン・シュケルがカール・テオドールの命で改修。
- ブリュールのアウグストゥスブルク城と別邸ファルケンルスト - ファルケンルストとアウグストゥスブルク宮殿より約2kmの場所に建つ別邸で、鷹狩りを行うための離宮。バロック様式の庭園であるシュロスを手がけた。彼は宮殿や別邸の南の区画にある入念な花園も手がけていたが、そちらは1800年代にペーター・ヨセフ・レンネが手を入れる。階段室を手がけた建築家はバルタザール・ノイマン。

## 生涯
父親は建築家ジャン・ジラールとされているが彼の詳しい出自は不明。もとは最初サン＝クルー庭園で働いていたとされ、1709年からヴェルサイユに勤務、アンドレ・ル・ノートルに師事。ここで、水の庭の設計および技術的なスキルを取得した。 
1714年、当時のフランス王の命で、バイエルン選帝侯のマックス・イマニュエルが取得したサン＝クルーのシャトー新築に参加。
ジラールは、精巧な水機能の設計の専門家となり、また重要な影響を与えた。
1715年、噴水構築の専門家として、ニンフェンブルグ城の庭建造にあたりスーパーバイザーの立場で参加。ニンフェンブルク城での仕事は1693年計画の修正で、とりわけ、設計のためのパターン：ライスハイムの庭園（1717年、ジラールが計画作成）から懸念があった城の建物の前後2つの庭園を含め設計を担当した。ジラールの主な作業はバロック様式とシュライスハイムのパルテール庭園の設計にある。シュライスハイムでは花壇すべて3つのタイプ（刺繍、花と芝生のグラウンドフロア）で、ノートル式の支配的な庭のファッションに相当するものの、選帝侯のバイエルンのヴェルサイユという依頼の実現に傾倒する。以降、マティアスディーゼルやフランソワドキュビエエルダーで働いた。
ベルヴェデーレの庭園設計では、バイエルン選帝侯の隠居に伴いヨハンルーカス・フォン・ヒルデブラントに誘われ参加、1717年から1722年までの間のうち、1717年と1719年および1722年に参加した。作品は、1727年のシュライスハイムに完了した。ベルヴェデーレからは噴水だけでなく、庭の部分も担当し、古典的なフレンチスタイルから逸脱、斜面の代わりに草が覆われた擁壁高さの違いを克服する。
1728年から1729年はアウグストゥス城の庭園つくりに参加、キュビエ、ブリュールの順に作成した。彼の最後の作品の一つは、ニンフェンブルクのカスケード（1731年）の大修復であった。 